# Pendakomo
Pendakomo (griechisch Πεντάκωμο; türkisch Pendagomo/Beşevler) ist eine Gemeinde im Bezirk Limassol in der Republik Zypern. Bei der Volkszählung im Jahr 2021 hatte sie 765 Einwohner.

## Name
Zur Herkunft des Ortsnamens gibt es zwei verschiedene Versionen: Eine Version besagt, dass das Dorf aus fünf älteren Siedlungen (komes) entstand, die zu einer vereint wurden. Alte Bewohner des Dorfes behaupten, dass sich diese Siedlungen in den Orten Mesovounia, Chalasmata, Petromouthi, Kremmous und Kalifoudi befanden. Es ist möglich, dass diese fünf Siedlungen während der arabischen Invasionen (7.–10. Jahrhundert) zerstört wurden. Der Forscher George Jeffery schreibt in seiner Veröffentlichung 1918, dass der Name des Dorfes daraus entstand, dass er der fünfte Graf von Limassol war.
1958 nahmen die türkisch-zypriotischen Einwohner den alternativen Namen Beşevler an, was fünf Häuser bedeutet.

## Lage und Umgebung

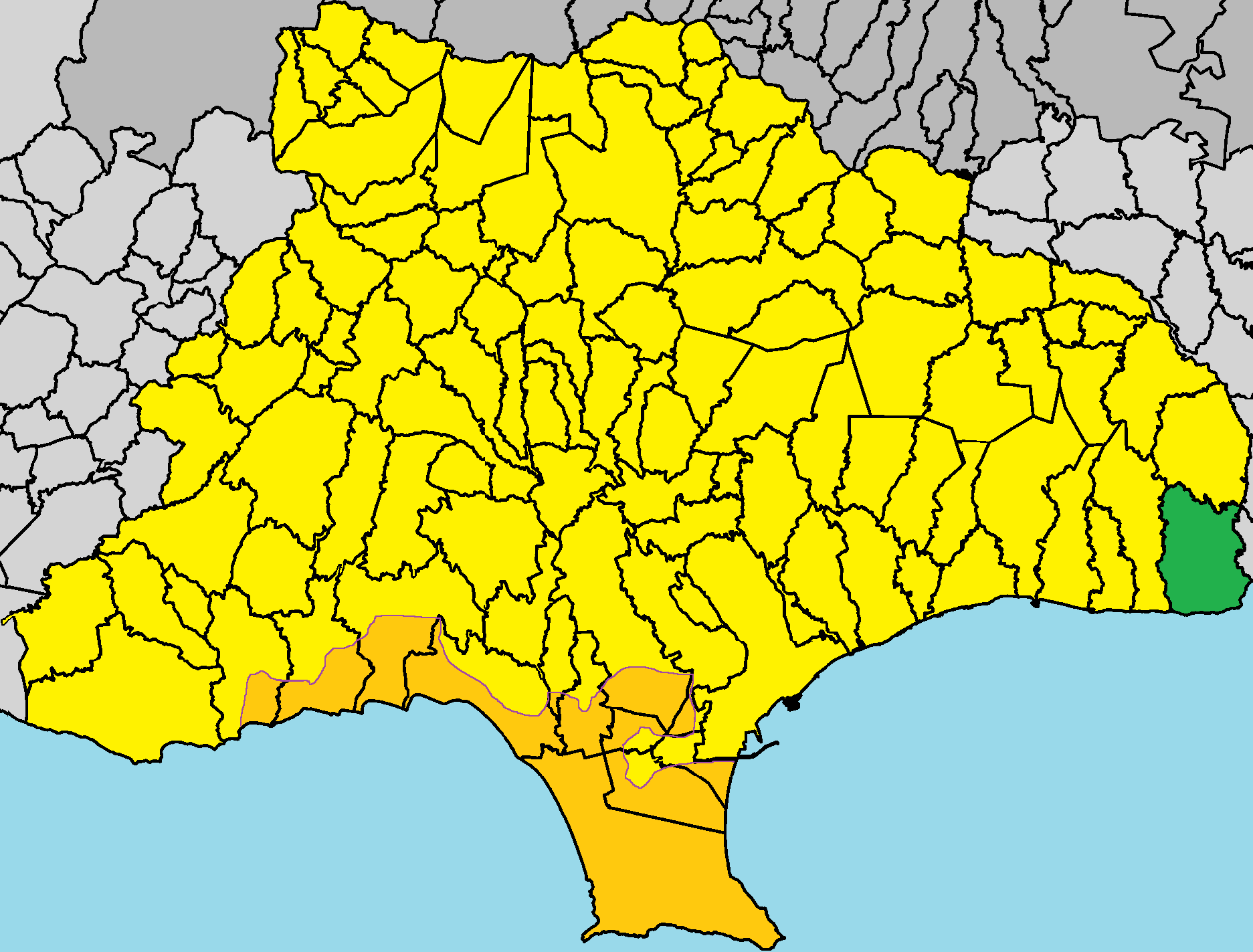
Lage im Bezirk Limassol

Pendakomo liegt im Süden der Mittelmeerinsel Zypern auf einer Höhe von etwa 120 Metern, etwa 20 Kilometer östlich von Limassol. Das 19,8229 Quadratkilometer große Dorf grenzt im Westen an Monagroulli, im Norden an Asgata und im Osten an Mari. Die Südseite seines Verwaltungsgebiets ist Küstengebiet mit einer Küstenlänge von 15 Kilometern. Die Küste von Pentakomos wird Governorsʼ Beach genannt. Das Dorf kann über die Straßen A1 und B1 erreicht werden.

## Geschichte
Pendakomo ist auf einer Karte der Frankenzeit unter dem Namen Pendacomo verzeichnet. Louis de Mas Latrie zählt es zu den Dörfern, die dem König gehörten. Als die türkische Herrschaft 1571 auf Zypern begann, ließen sich Türken in Pentakomo nieder, die bis 1974 zusammen mit der griechischen Bevölkerung lebten.

### Bevölkerungsentwicklung
| Jahr      | 1881 | 1891 | 1901 | 1911 | 1921 | 1931 | 1946 | 1960 | 1976 | 1982 | 1992 | 2001 | 2011 | 2021 |
| Einwohner | 263  | 316  | 371  | 411  | 448  | 463  | 535  | 598  | 541  | 431  | 348  | 388  | 644  | 765  |